# Enckestraße
Die Enckestraße in Berlin befindet sich im Ortsteil Kreuzberg im Gebiet der erweiterten südlichen Friedrichstadt und ist nach dem Astronom Johann Franz Encke benannt. Er forschte in der Berliner Sternwarte, die im 18. Jahrhundert hier stand.

## Geschichte und Entwicklung
Früher befand sich an dieser Stelle lediglich der Enckeplatz, der am 13. März 1844 im Zuge des Baus der Neuen Sternwarte entstand. Die Aufgaben und Einrichtungen der Sternwarte gingen sukzessive an das Astrophysikalische Institut in Potsdam sowie in einen Neubau für das Königliche Astronomische Rechen-Institut in der Altensteinstraße 40 in Lichterfelde über, sodass der Standort seit 1912 aufgegeben war. In der Nr. 4/4a befand sich das Hotel Imperial. Auch die Bazar-Actien-Gesellschaft, Herausgeberin der illustrierten Damen-Zeitung Der Bazar, hatte ihr „Bureau“ am Enckeplatz 4.

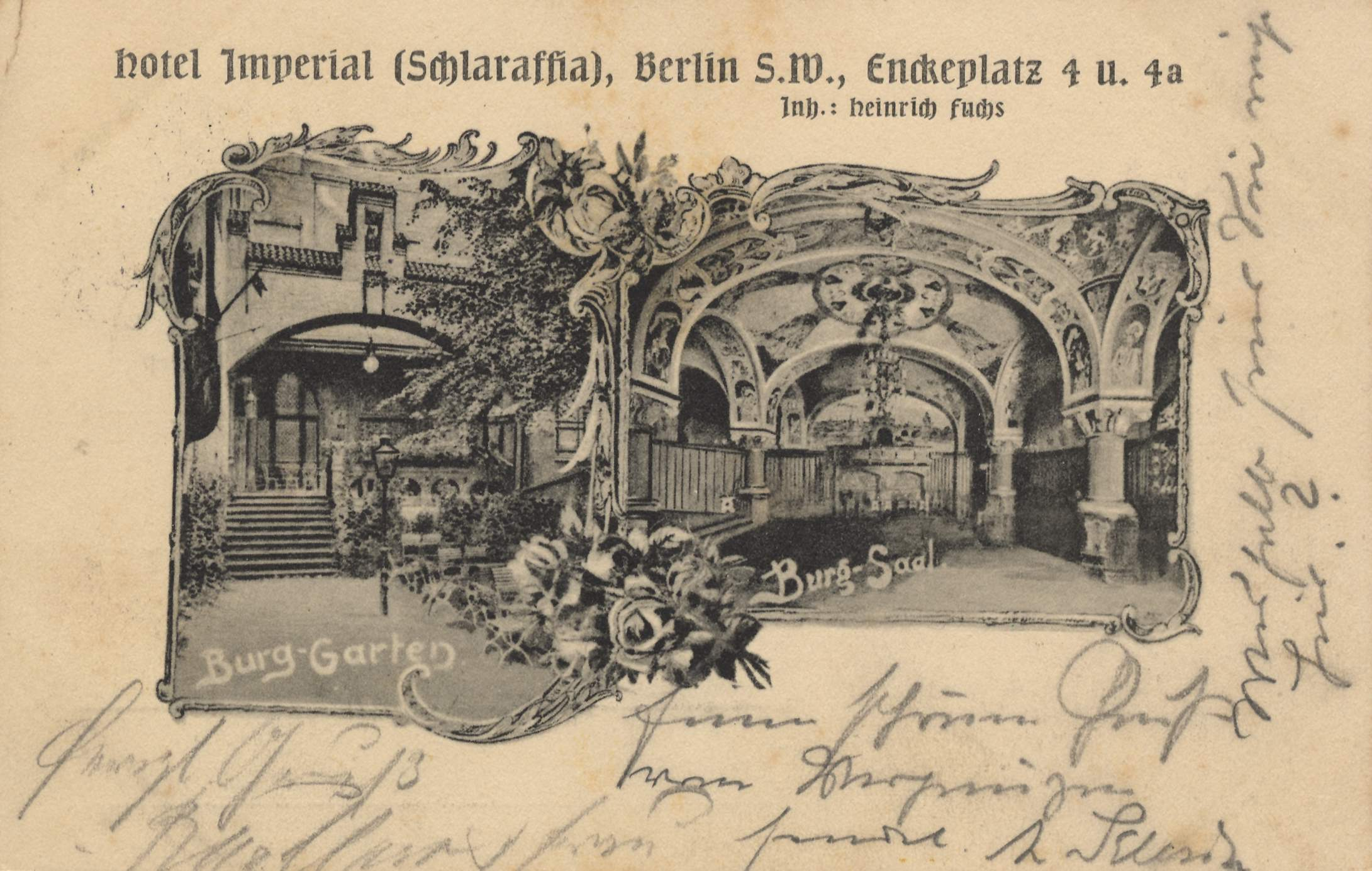
Hotel Imperial, 1911

Die Stadtplanung nahm die Aufgabe des Sternwartengeländes zum Anlass die nördlich gelegene Charlottenstraße über den Enckeplatz hinaus, tatsächlich weniger ein Platz als vielmehr eine Stichstraße, die an der Sternwarte endete, zur Lindenstraße hin zu verlängern. Für den Durchbruch wurden die Gebäude Lindenstraße 91–93 und die Sternwarte abgetragen, die Straße in gerader Fortsetzung der Charlottenstraße bis an die Nordostwand der Markthalle II verlängert, um dann deren Außenwand in südöstlicher Richtung folgend die Lindenstraße zu erreichen. Die Einmündung der neuen Straße nahm die Grundstücke 93 ganz und 92 zur Hälfte ein. Auf dem neuen Eckgrundstück von Lindenstraße 91 und verlängerter Charlottenstraße (so bis 1927) errichteten 1913 Cremer & Wolffenstein für die 1839 von Heinrich Jordan gegründete Firma Jordan ein Wäschekaufhaus. Über den rückwärtigen Flügel war das Kaufhaus mit dem Stammhaus Jordan in der Markgrafenstraße 87/88 verbunden.
Während der Inflationsjahre hatte der Wäscheverkauf gelitten, sodass die Firma Jordan den Verkauf im Stammhaus konzentrierte und den Neubau vermietete. Der Ullstein Verlag mietete einige Etagen und logierte hier in der verlängerten Charlottenstraße 1b und in der nahen Markgrafenstraße 73 den finanziell unterstützten Klal-Verlag ein, für den ab 1921 neben anderen Chaim Nachman Bialik wirkte. Ab 18. Februar 1927 führte die zunächst verlängerte Charlottenstraße genannte Verbindung den Namen Enckestraße, und das Kaufhaus Jordan ressortierte unter den Adressen Lindenstraße 91/92 und Enckestraße 1/2. Der Enckeplatz wurde als Bestandteil der neu benannten Enckestraße als separater Platzname aufgehoben, seine zugehörigen Grundstücke neu nummeriert.
Nach dem Erwerb des durch den Straßendurchbruch stark verkleinerten westlichen Teils des Sternwartengeländes für den Blumengroßmarkt entstand dort eine seinerzeit als Schafsstall bezeichnete Halle und eröffnete 1922. Diese erste Blumengroßmarkthalle wurde 1934 durch einen modernen Neubau ersetzt, die so genannte „Blaue Halle“. Bei dem alliierten Luftangriff am 3. Februar 1945 wurde die angrenzende Bebauung, darunter „Blaue Halle“, Markthalle II und Kaufhaus Jordan – wie weite Teile von Friedrichstadt und Luisenstadt – zerstört.
Der Blumengroßmarkt logierte in der nach dem Zweiten Weltkrieg hergerichteten sogenannten „Blumenhalle“ in der Enckestraße 11, wohingegen die Markthalle II auf dem Grundstück Enckestraße 12 / Lindenstraße 97/98 und Friedrichstraße 18 nicht wieder aufgebaut wurde. Der Blumengroßmarkt erwarb die enttrümmerten Grundstücke Friedrichstraße 18 und 19 hinzu, die ihm bis 2010 als Parkplatz dienten. Die Enckestraße bestand als durchgehende Verbindung bis Anfang der 1960er Jahre. Der südliche Abschnitt der Enckestraße sowie die Grundstücke 1–3 und 12–14 wurden 1963 dem Grundstück des Blumengroßmarktes zugeschlagen, der nach 1912 geschaffene Straßendurchbruch wieder entwidmet, wie der Verkehrsplan des Stadtplanungsamtes Kreuzberg von 1963 zeigt. Dabei wurde das enttrümmerte Grundstück der Markthalle II aufgeteilt und zwar entlang einer Linie, die im rechten Winkel zur Friedrichstraße auf Höhe der Grenze zwischen den Grundstücken 15 und 16 zur Lindenstraße gezogen wurde, sodass die verschobene Südgrenze des Großmarktgrundstücks nunmehr nicht mehr im rechten Winkel zur Lindenstraße, sondern zur Friedrichstraße verläuft.
Nördlich parallel zu dieser Linie entstand die neue Blumengroßmarkthalle. Am 25. November 1963 wurde unter Beteiligung Bausenator Rolf Schwedlers der Grundstein für den Neubau gelegt. Die neue Markthalle, ein Betonskelettbau mit Waschbetonplatten verkleidet, wurde am Vorabend der Grünen Woche, dem 28. Januar 1965 bezogen. Die Baupläne stammten von Bruno Grimmek. Die Enckestraße, nunmehr eine Stichstraße, erschloss den Blumengroßmarkt von Norden.
Das Gebiet der Enckestraße wurde Teil der Planungen für die Internationale Bauausstellung 1984–1987 (IBA). Die IBA forderte Anfang der 1980er Jahre die Verlagerung des Blumengroßmarktes und den Abriss der Halle. Doch 1982 machte der Senat die Vorgabe, den Großmarkt städtebaulich zu integrieren. Im März 1983 wurde ein „Internationaler engerer Wettbewerb – Block 606 – Entwurf einer Grund- und Sonderschule im städtebaulichen Kontext zum Blumengroßmarkt und dem geplanten Besselpark“ ausgeschrieben, den Gino Valle, Mario Broggi und Michael Burkhart im Sommer des Jahres gewannen. Im Juli 1984 beschloss der Senat dann, den Blumengroßmarkt binnen drei bis fünf Jahren doch zu verlagern, nahm diesen Beschluss aber 1986 aus finanziellen Gründen wieder zurück. Die IBA legte daraufhin neue Pläne zur Integration der Halle vor.
Das gesamte Gelände nördlich des Blumengroßmarktes bis zur Besselstraße, also auch Teile des zur nördlichen Erschließung der Halle genutzten Grundstücks, sollten in den künftigen Besselpark eingegliedert werden. Als zentrumsbezogener Stadtpark sollte der Besselpark auch einen öffentlichen Spielplatz sowie eine Kindertagesstätte umfassen. Bei geschätzten 3,7 Millionen Mark sollte so von 1986 bis 1990 ein zwei Hektar großer Park entstehen, der von der Friedrichstraße im Westen bis zur Markgrafenstraße im Osten verlaufen wäre. Die Enckestraße wäre somit vollständig von der Parkfläche überbaut worden.
Die Pläne wurden jedoch 1985 zugunsten eines Wettbewerbs Parkanlagen in der Südlichen Friedrichstadt aufgegeben, den die Architekten Jasper Halfmann und Clod Zillich gewannen. Die Stichstraße blieb erhalten und der Park wurde nur von der Friedrichstraße bis zur Enckestraße angelegt. Damit sollte eine Erweiterung des Blumengroßmarktes ermöglicht werden. Dieses flexible Konzept überzeugte die Jury des Wettbewerbs. Mit den Mitteln für Ausgleichsmaßnahmen wurde nach dem Bau des Willy-Brandt-Hauses in der Stresemannstraße der Park 1995 begrünt. Die Enckestraße blieb demnach als Sackgasse erhalten; westlich von ihr entstand der Besselpark, östlich von ihr wurde die geplante Kindertagesstätte gebaut.
Offen bleibt, in welchem Umfang die Erweiterung des Jüdischen Museums auf dem Gelände des ehemaligen Blumengroßmarktes Einfluss auf die Straße haben wird. Die Flächen rund um den ehemaligen Markt grenzen teilweise unmittelbar an die Enckestraße und werden in den Bauplänen explizit im Baufeld V erwähnt. Durch die unmittelbare Nähe ist die Straße in die Neugestaltung einbezogen, so auch in einem landschaftsplanerischen Ideen- und Realisierungswettbewerb „Freiräume an der Akademie“. Die Straße soll nach Plänen der Senatsverwaltung für Stadtentwicklung weiterhin als Zufahrt zum Gelände des ehemaligen Großmarktes dienen. Die ab 1963 unterbrochene Verbindung der Enckestraße zur Lindenstraße soll als Fußgängerpassage wieder eröffnet werden. Die Einmündung dieser Promenade in die Lindenstraße soll durch nordöstliche und südliche Neubauten gerahmt werden, die so entstehende Platzfläche das Entré zur Akademie des Jüdischen Museums bilden. Für die Benennung der Platzfläche liegen Vorschläge beim Bezirksamt vor.

## Sehenswürdigkeiten

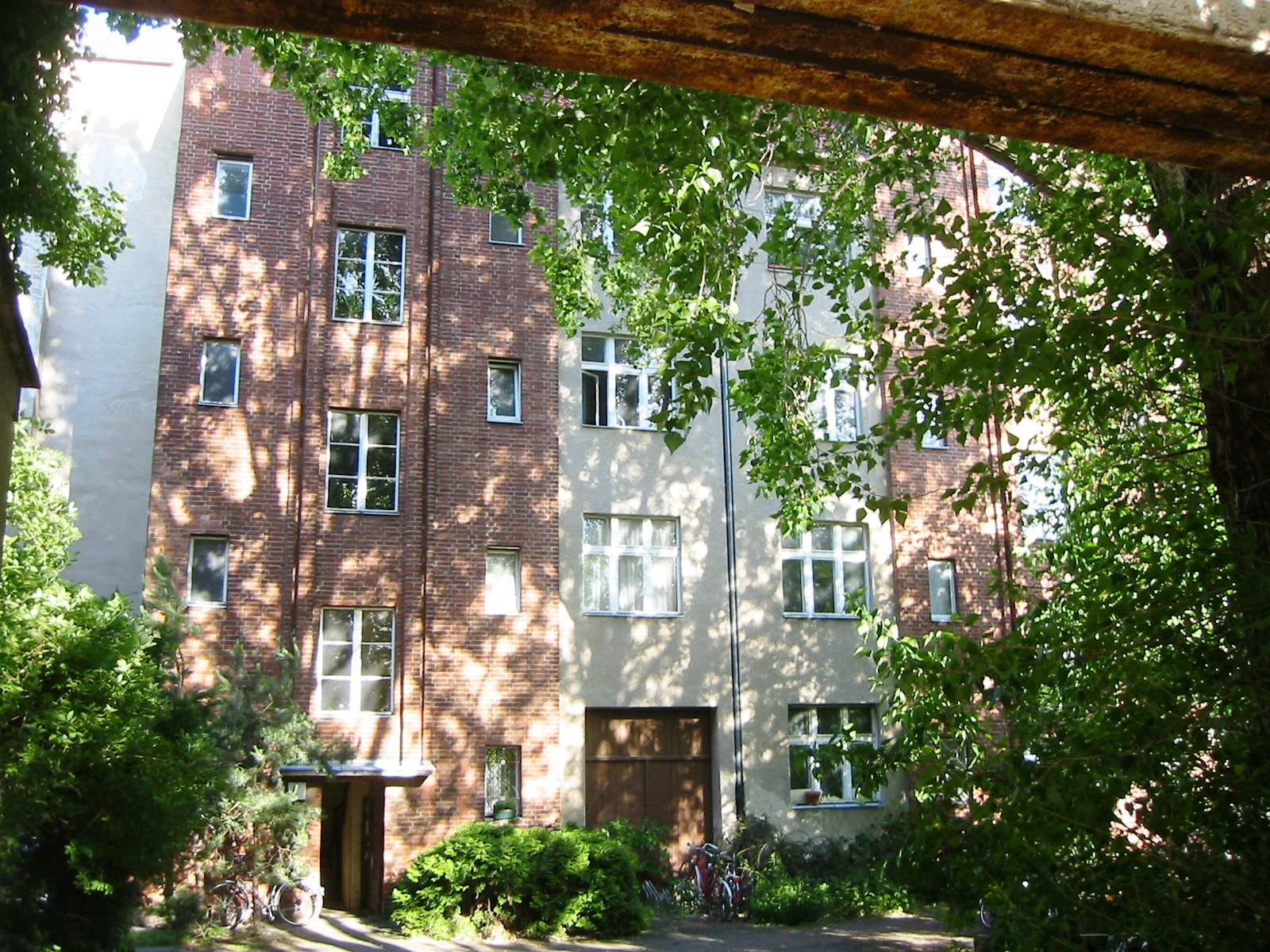
Denkmalgeschützte Bauten mit den Hausnummern 4 und 4a

- Die Gebäude mit der Hausnummer 4 und 4a stehen unter Denkmalschutz. Sie befinden sich auf einem rund 2500 m² großen Grundstück. Die Fassade des viergeschossigen Hauses ist symmetrisch aufgebaut. Die jeweils außen liegenden Bereiche sind mit einem einfachen Putz versehen, während der mittlere Bereich über den Eingangstüren mit rotem Klinker verziert ist. Oberhalb der Türen wird die Fassade mit je einer Lisene gegliedert, die die vier Fensterachsen aufnimmt. Das zur Straße gelegene Gebäude, nur der nördliche Flügel des bis 1945 die ganze Breite des Grundstücks einnehmenden Baus, wurde in den Jahren 1847 und 1848 von F. Vinetz und Wilmann als Mietshaus erbaut. Im hinteren Teil des Grundstücks befanden sich Gäste- und Restaurationsräume des Hotels Imperial, die dem jetzigen Wohnhaus von 1936 weichen mussten. Geplant war ein gemeinschaftlicher Erwerb einer Projektgruppe, um die beiden Häuser zu einem Mehrgenerationenhaus mit Räumen zur gemeinschaftlichen Nutzung umzubauen. Da sich jedoch nicht alle Initiatoren zum Erwerb des Grundstücks entschließen konnten, wurde das Projekt Ende 2006 nicht weiter verfolgt.[18]
- Besselpark mit einer Skulptur von Fletcher Benton.
- Eine Gedenktafel erinnert daran, dass der Lyriker Emanuel Geibel von 1845 bis 1848 in einem Haus in der Enckestraße 10 (zuvor Enckeplatz 3) wohnte.
- Nordwestlich der Enckestraße befindet sich der Kreuzberg Tower von John Hejduk, der als eines der Hauptbauwerke der IBA gilt.[19]

## Grundstücke
Bei der Namensgebung 1927 wurden die bis dahin verlängerte Charlottenstraße (ab 1913) genannte neue Verbindung und der Enckeplatz (ab 1844) als Enckestraße zusammengefasst. Im Zuge dessen kam es zu einer Neunummerierung der Grundstücke.
- Enckestraße 1, 2 und 3: 1963 aufgehoben und der vergrößerten Enckestraße 11 zugeschlagen, 1913 neu geschaffen aus einem Teil des Enckeplatzes 3a (Grundstück der Sternwarte), bis 1927 als verlängerte Charlottenstraße 1, 2 bzw. 3
- Enckestraße 4/4a, 5 und 6: 1844–1927 Enckeplatz 4/4a, 5 bzw. 6, jetzt unbebaut, außer der Nr. 4/4a
- Enckestraße 7 (zugleich Besselstraße 7): 1844–1927 Enckeplatz 7, jetzt unbebaut
- Enckestraße 8 (zugleich Besselstraße 6): 1844–1927 Enckeplatz 1, jetzt Besselpark
- Enckestraße 9 und 10: 1844–1927 Enckeplatz 2 bzw. 3, jetzt Besselpark
- Enckestraße 11: 1913 neu geschaffen aus dem westlichen Teil des Enckeplatzes 3a (Gelände der Sternwarte), 1963 erheblich vergrößert um die Grundstücke Enckestraße 1, 2, 3 und 12–14 sowie den südlichen Abschnitt der Enckestraße selbst, jetzt ehemalige Blumengroßmarkthalle
- Enckestraße 12–14: 1963 aufgehoben und teils der vergrößerten Enckestraße 11 zugeschlagen, 1913 neu geschaffene Nummerierung für Teile des Grundstücks der Markthalle II, die zugleich die Adressen Friedrichstraße 18 und Lindenstraße 97/98 führte